# Braulio Henao Mejía
Braulio Henao Mejía (Sonsón, 4 de octubre de 1891-Medellín, 14 de septiembre de 1959) fue un médico y político colombiano, que se desempeñó como Gobernador de Antioquia entre 1950 y 1952.

## Biografía
Nació en Sonsón en 1891, hijo de Sebastián Henao Jaramilo y de María Mejía Jaramillo. Era sobrino del también gobernador José Tomás Henao Jaramillo. Realizó sus estudios primarios y secundarios en Sonsón, y estudió Medicina en la Universidad Nacional de Colombia, en Bogotá, de donde se graduó en 1917. Realizó varias especializaciones en Europa en la década de 1920, estudiando en París, Berlín y Londres.
Regresó a Colombia y ejerció su profesión Medellín, para después convertirse en profesor de la Universidad de Antioquia y ser decano de la Facultad de Medicina. En 1946 se convirtió en diputado a la Asamblea Departamental de Antioquia. Fue gobernador de Antioquia entre agosto de 1951 y diciembre de 1951, seguido de un breve período de interinato de Julián Uribe Cadavid, para retomar el ejecutivo departamental en enero de 1952, hasta julio del mismo año. Después de haber sido gobernador de desempeñó como Secretario de Educación Departamental y Concejal de Medellín.
Regaló los terrenos para construir uno de los Barrios de Jesús, en el sector de Belén San Bernardo, en Medellín. Fue cofundador, junto con Rudesindo y Jaime Echavarría Echavarría, entre otros, de la Empresa Lechera La Caja en 1943.
Casado en París con Luisa Ángel Escobar, hija del empresario Alejandro Ángel Londoño y de María Escobar Jaramillo, de esta unión no nacieron hijos, si bien adoptaron a uno llamado Alejandro.